# Llista de peixos de Mongòlia

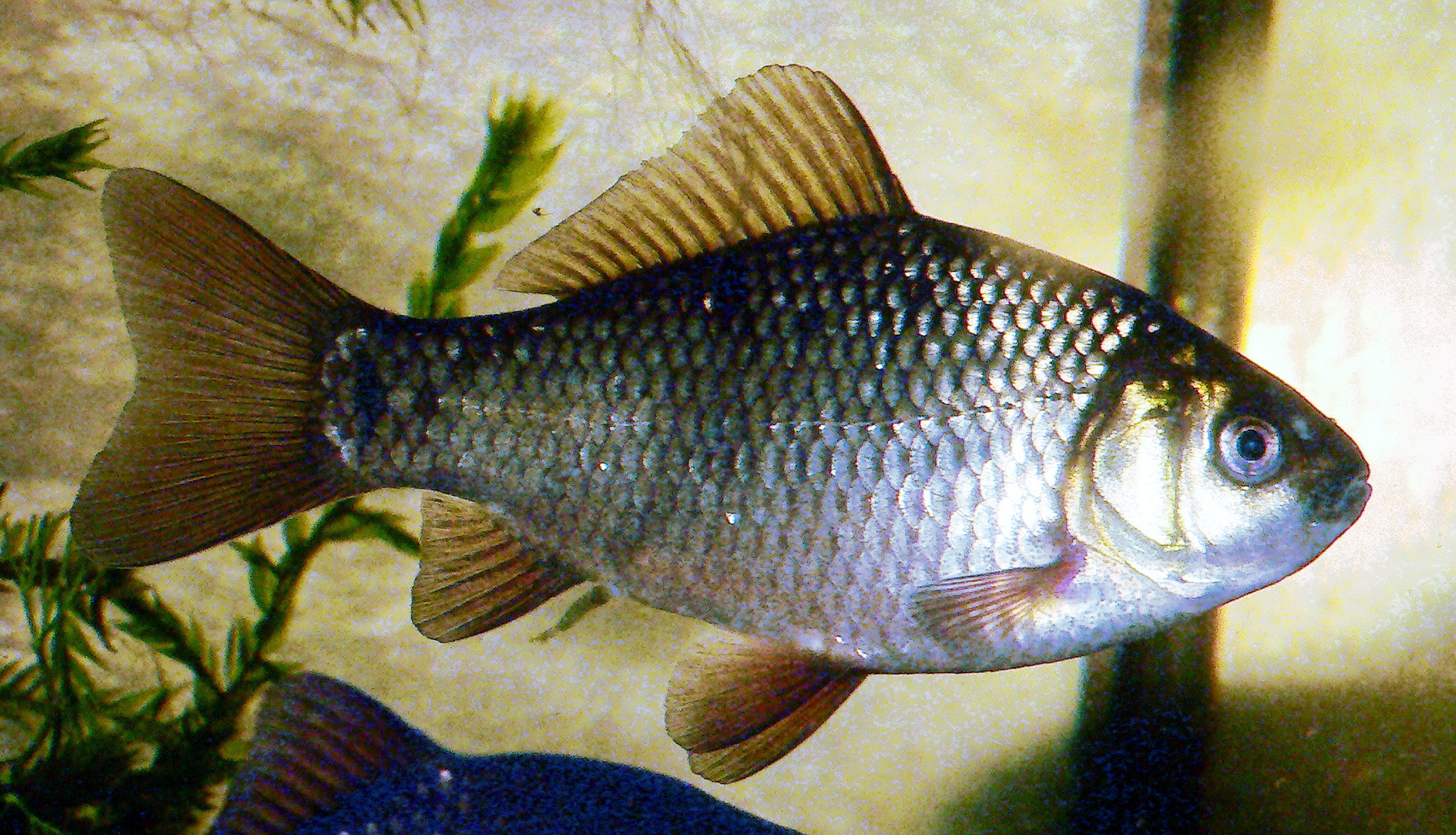
Carpí (Carassius carassius)

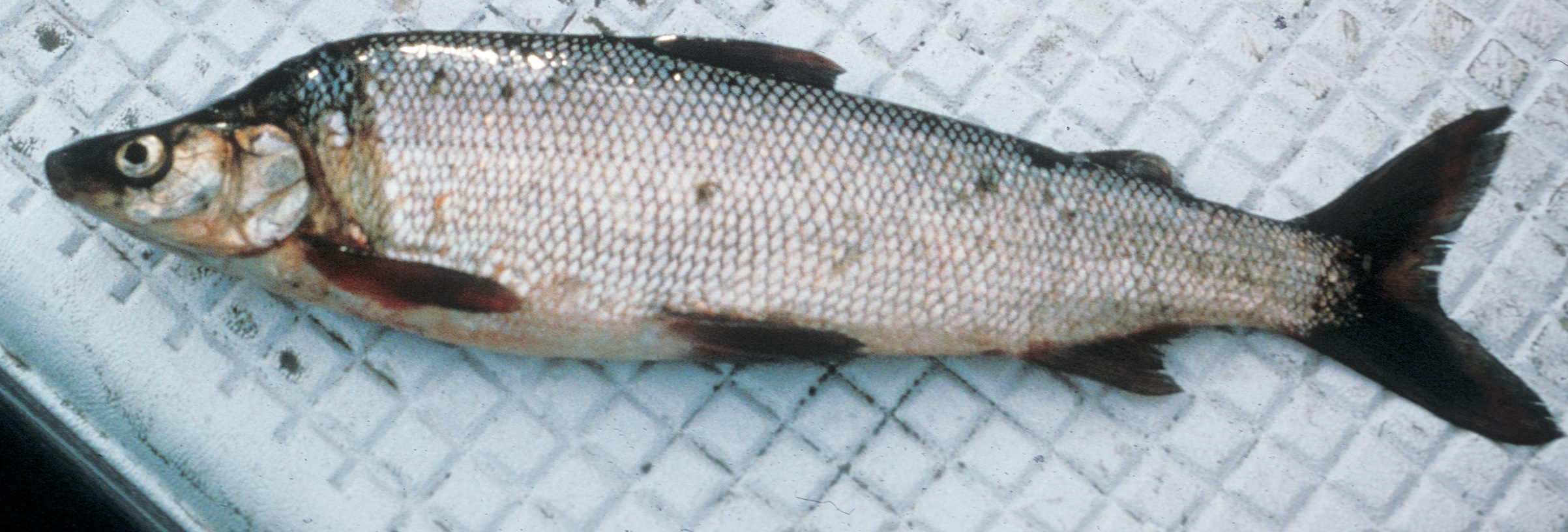
Coregonus pidschian

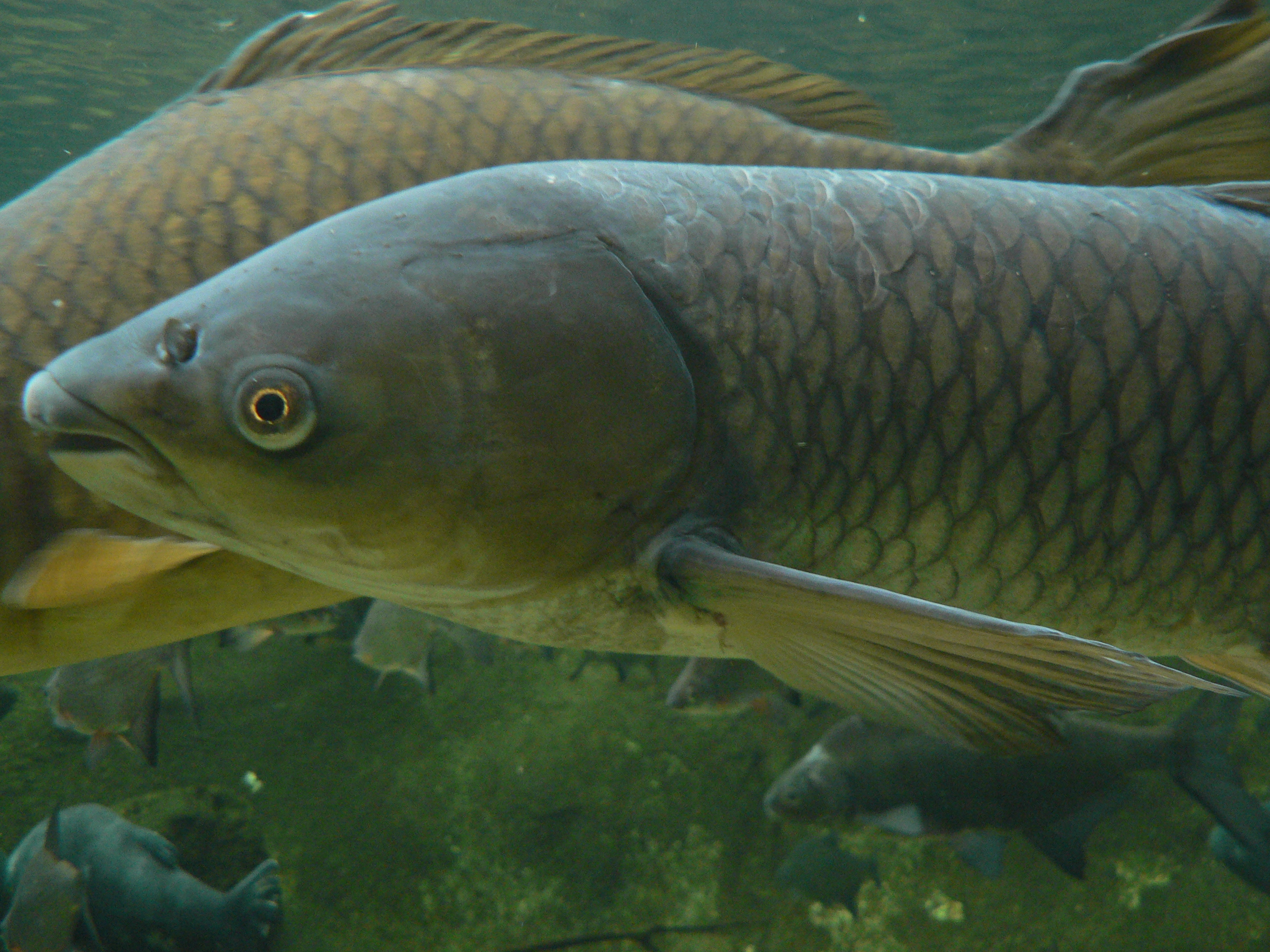
Ctenopharyngodon idella

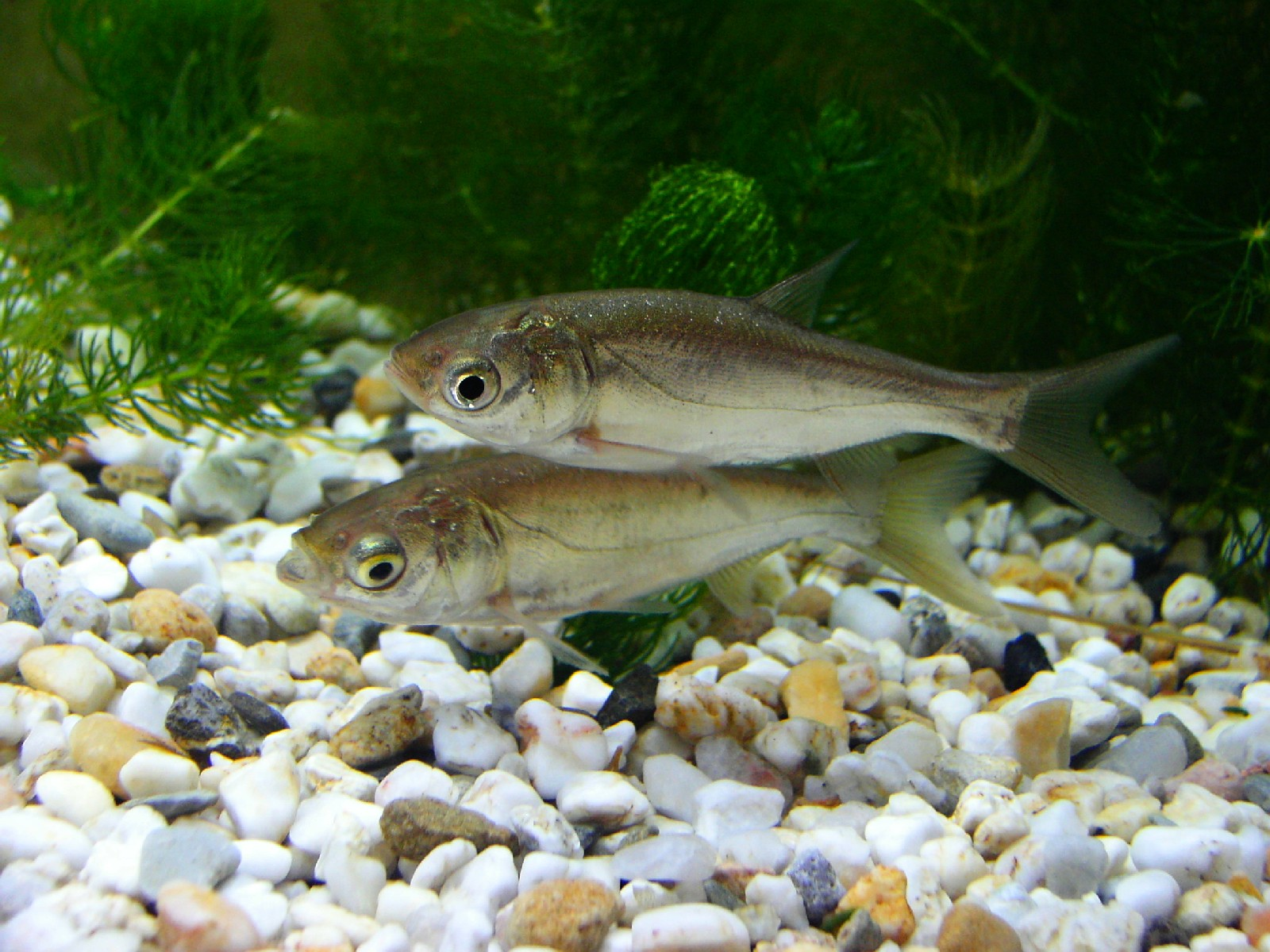
Hypophthalmichthys molitrix

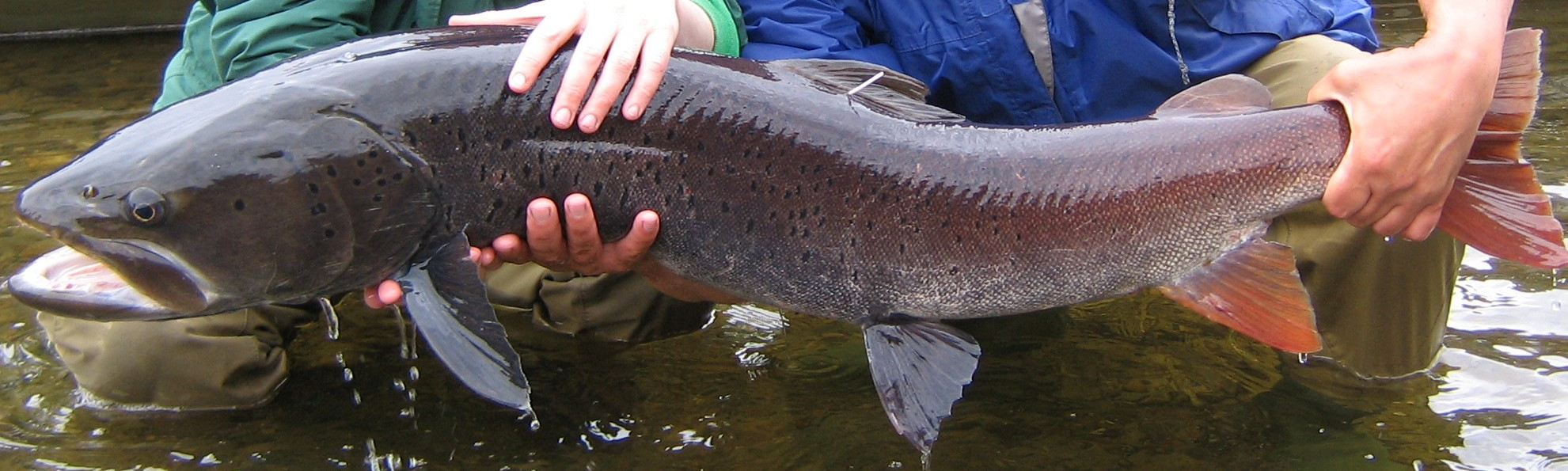
Hucho taimen

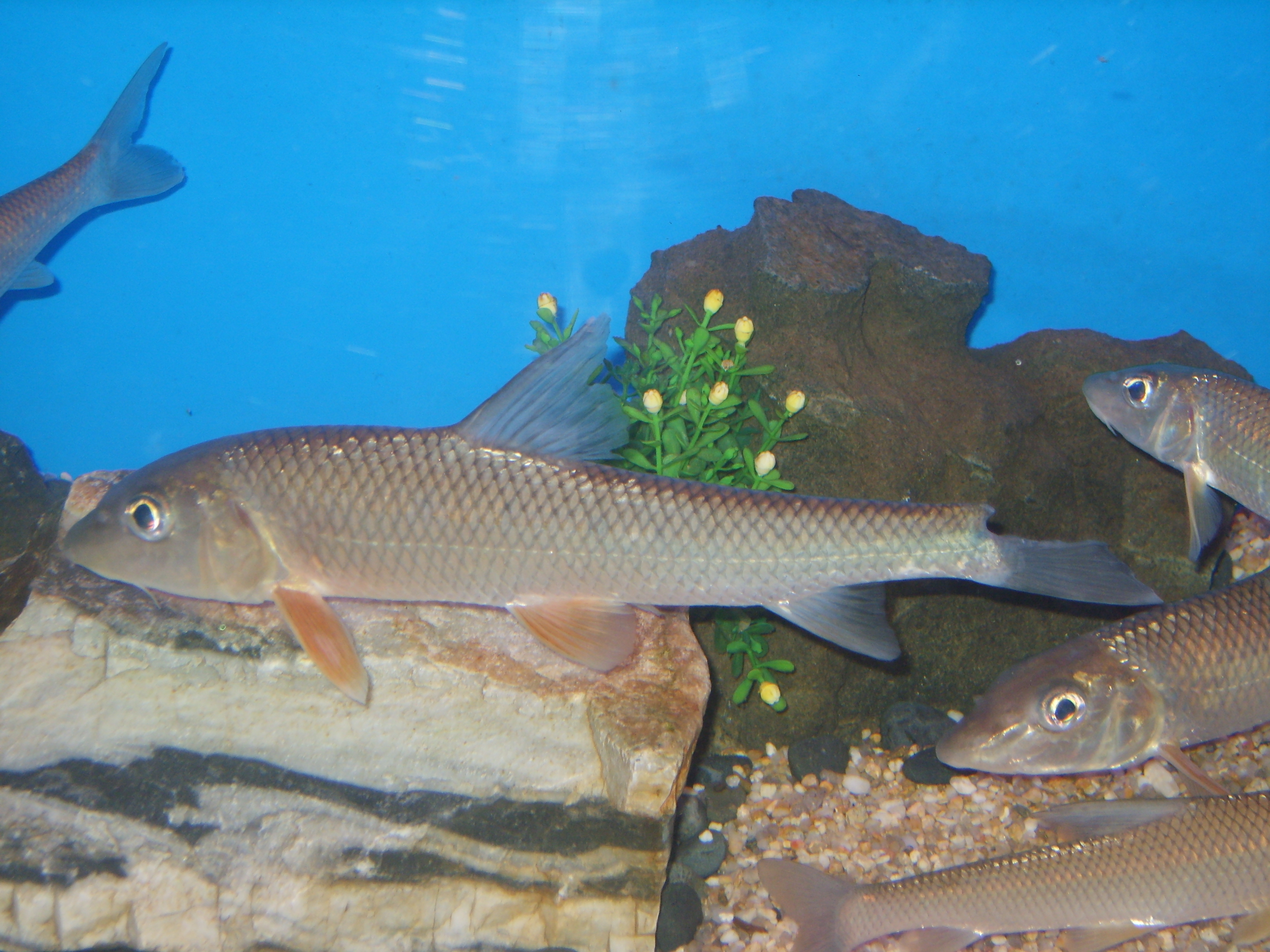
Hemibarbus labeo

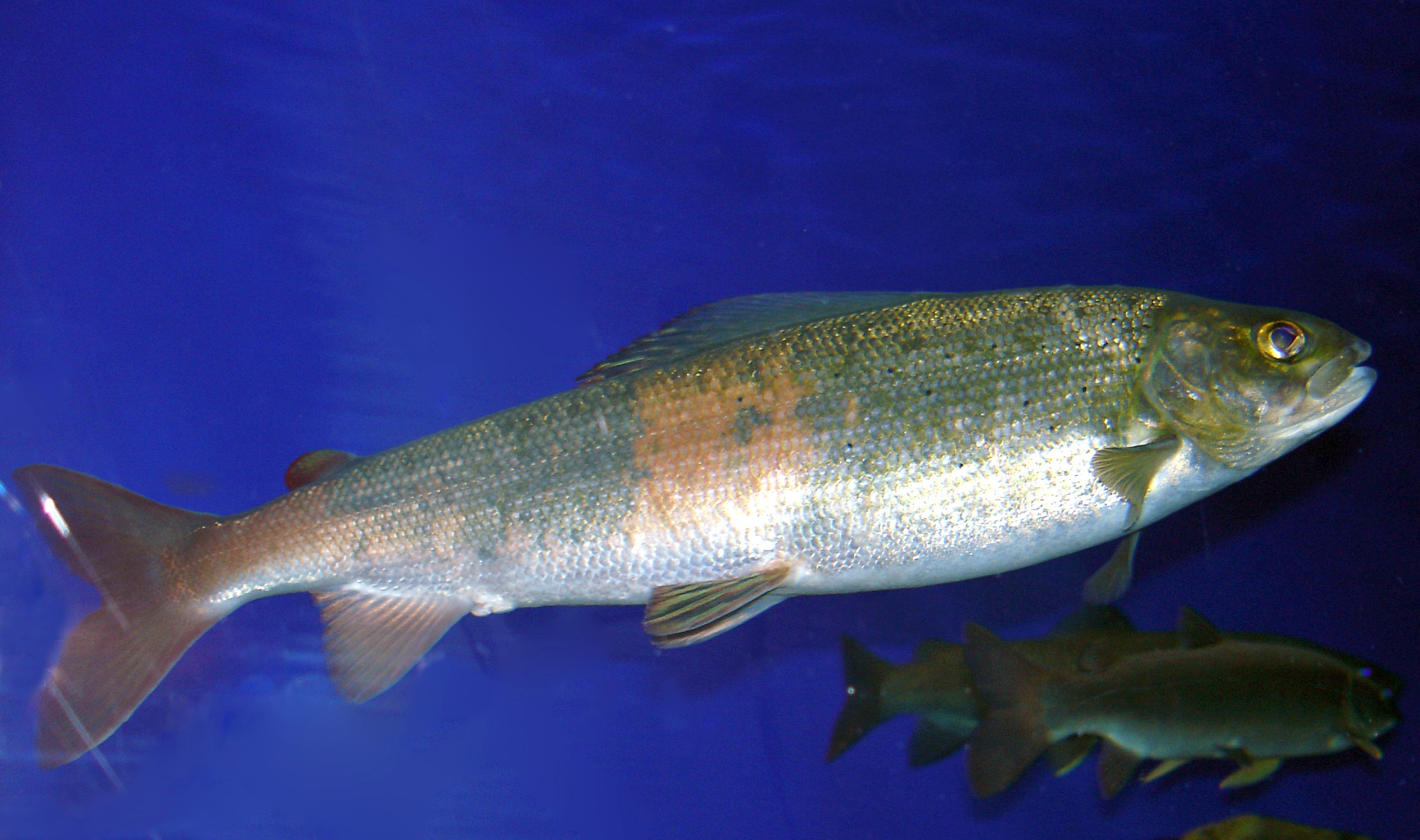
Coregonus migratorius

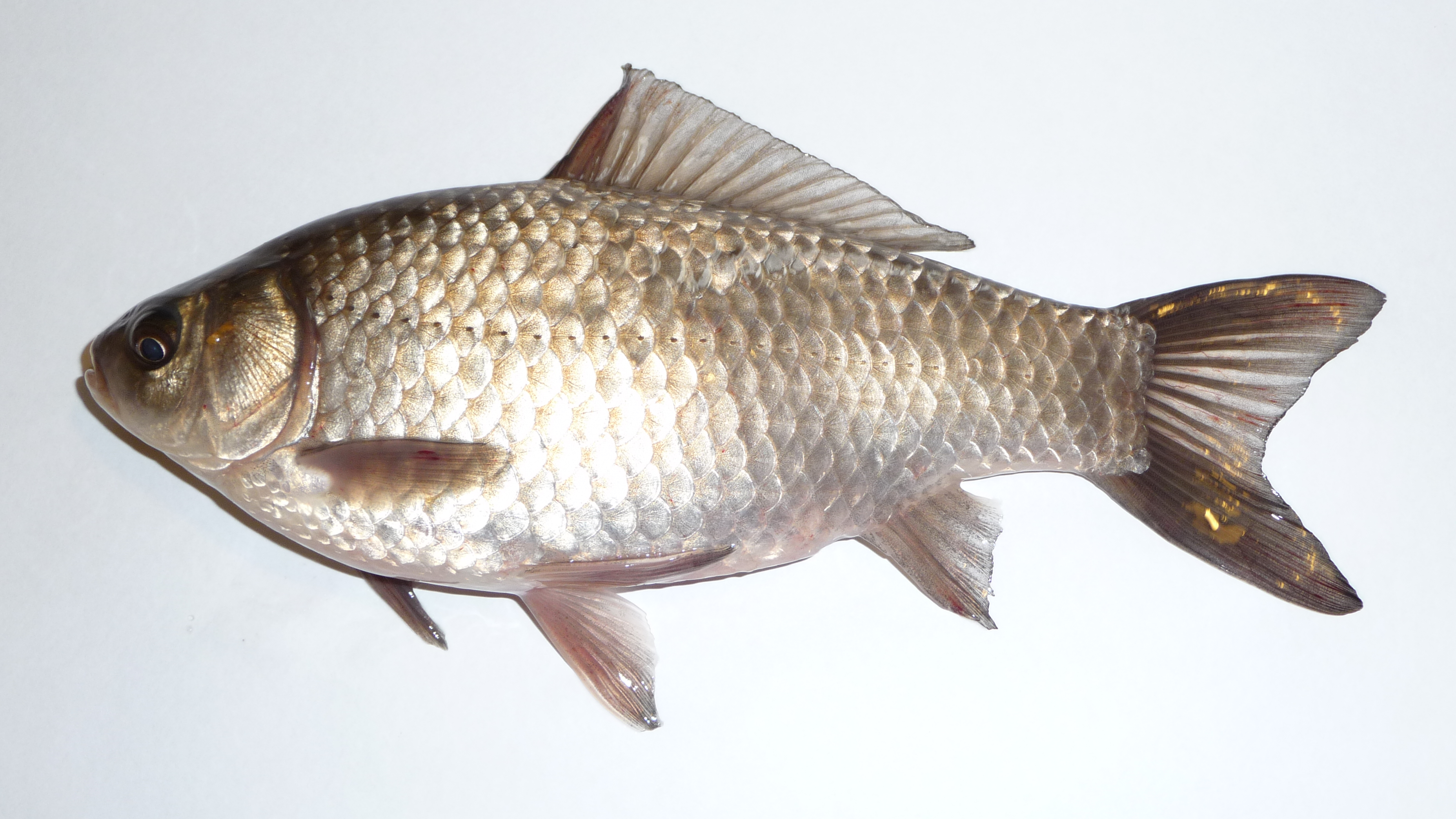
Carassius gibelio

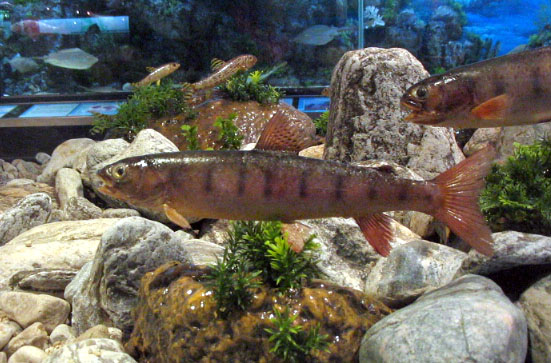
Brachymystax lenok

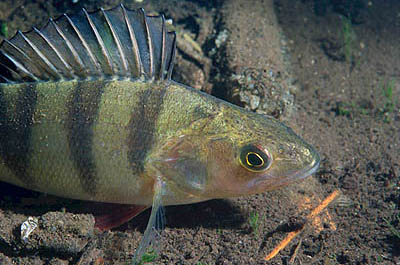
Perca fluviatilis

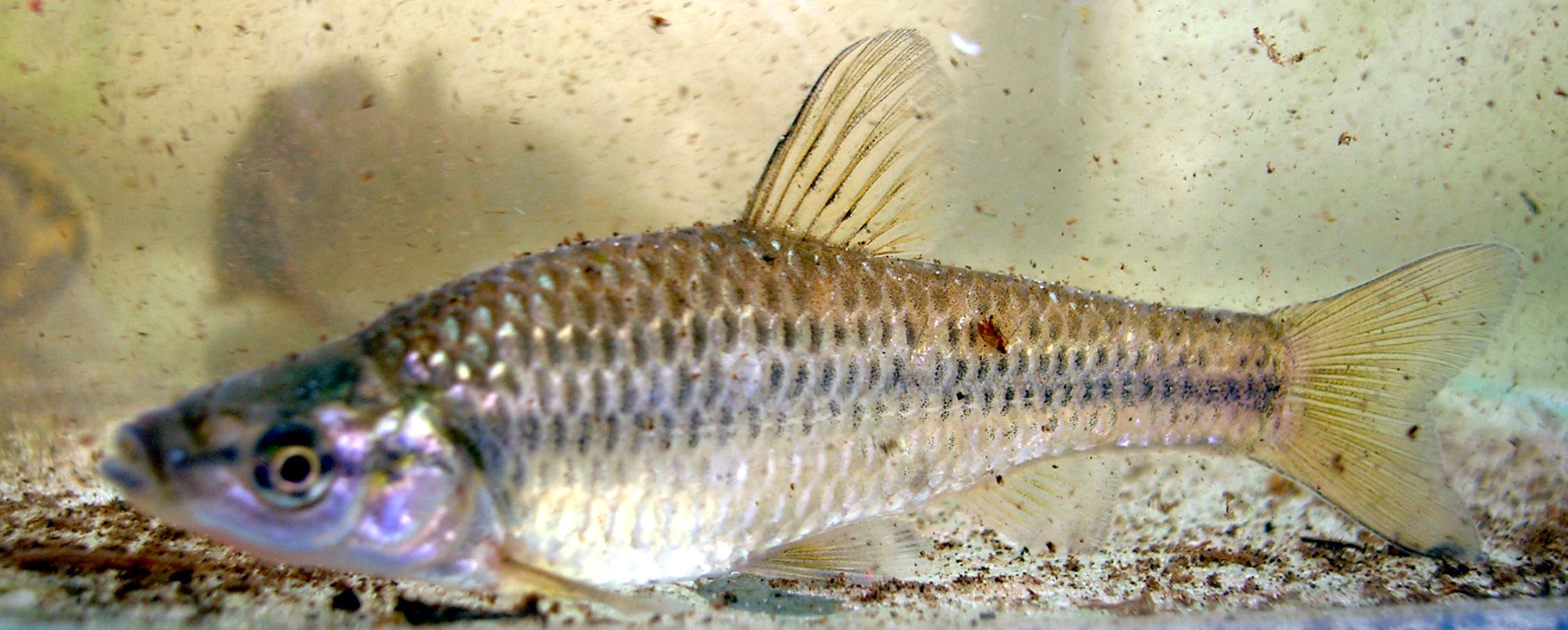
Pseudorasbora parva

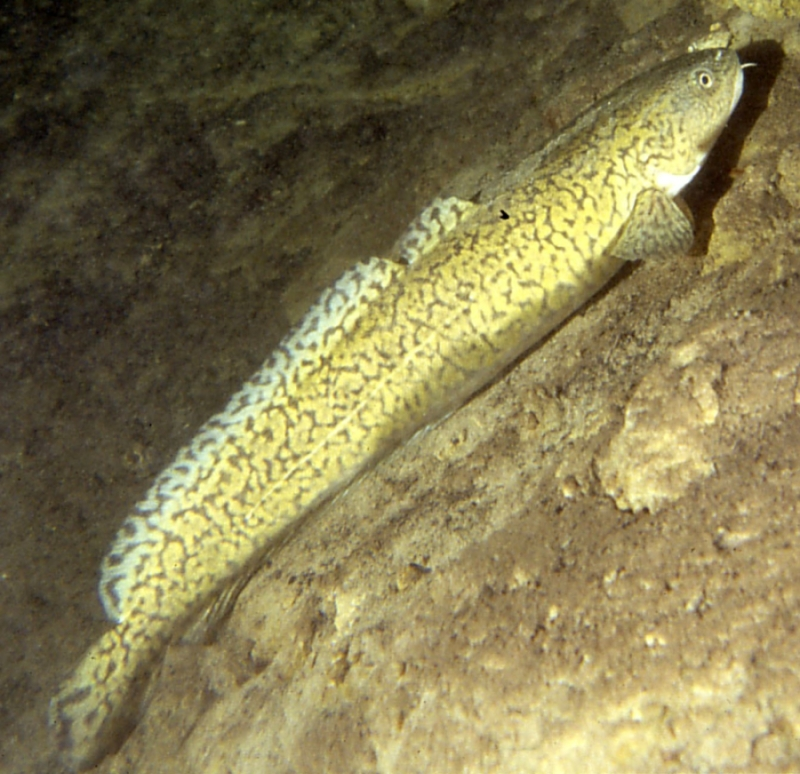
Lota lota

Aquesta llista de peixos de Mongòlia -incompleta- inclou 80 espècies de peixos que es poden trobar a Mongòlia ordenades per l'ordre alfabètic de llur nom científic.

## A
- Acheilognathus asmussii
- Acipenser baerii baerii
- Acipenser baerii baicalensis
- Acipenser schrenckii

## B
- Barbatula compressirostris
- Barbatula dgebuadzei
- Barbatula toni
- Brachymystax lenok

## C
- Carassius carassius
- Carassius gibelio
- Chanodichthys erythropterus
- Chanodichthys mongolicus
- Cobitis lebedevi
- Cobitis melanoleuca melanoleuca
- Coregonus chadary
- Coregonus migratorius
- Coregonus peled
- Coregonus pidschian
- Cottus szanaga
- Ctenopharyngodon idella
- Culter alburnus
- Cyprinus carpio carpio
- Cyprinus carpio haematopterus
- Cyprinus rubrofuscus

## E
- Esox lucius
- Esox reichertii

## G
- Gnathopogon strigatus
- Gobio acutipinnatus
- Gobio cynocephalus
- Gobio sibiricus
- Gobio soldatovi

## H
- Hemibarbus labeo
- Hemibarbus maculatus
- Hemiculter leucisculus
- Hemiculter varpachovskii
- Hucho taimen
- Hypophthalmichthys molitrix

## L
- Ladislavia taczanowskii
- Lefua costata
- Leocottus kesslerii
- Lethenteron camtschaticum
- Lethenteron reissneri
- Leuciscus baicalensis
- Leuciscus dzungaricus
- Leuciscus idus
- Leuciscus waleckii
- Lota lota

## M
- Mesocottus haitej
- Microphysogobio anudarini
- Misgurnus mohoity

## O
- Oreoleuciscus angusticephalus
- Oreoleuciscus dsapchynensis
- Oreoleuciscus humilis
- Oreoleuciscus potanini

## P
- Perca fluviatilis
- Perccottus glenii
- Phoxinus ujmonensis
- Pseudaspius leptocephalus
- Pseudorasbora parva

## R
- Rhodeus sericeus
- Rhynchocypris czekanowskii
- Rhynchocypris lagowskii
- Rhynchocypris percnurus
- Romanogobio tenuicorpus
- Rutilus rutilus

## S
- Sarcocheilichthys soldatovi
- Saurogobio dabryi
- Silurus asotus
- Squalidus chankaensis chankaensis

## T
- Thymallus arcticus arcticus
- Thymallus arcticus baicalensis
- Thymallus brevirostris
- Thymallus grubii grubii
- Thymallus nigrescens
- Thymallus svetovidovi
- Tinca tinca
- Tribolodon brandtii
- Triplophysa arnoldii
- Triplophysa gundriseri
- Triplophysa hutjertjuensis[1]